# ليستال
مقاطعة ليستال هي واحدة من خمس مقاطعات في كانتون بازل، سويسرا الناطق بالألمانية إلى حد كبير. مدينة ليستال هي عاصمة مقاطعة ليستال وكانتون بازل. يبلغ عدد سكانها 57٬833 (اعتبارًا من ديسمبر 2012).